# Schloss Balleroy

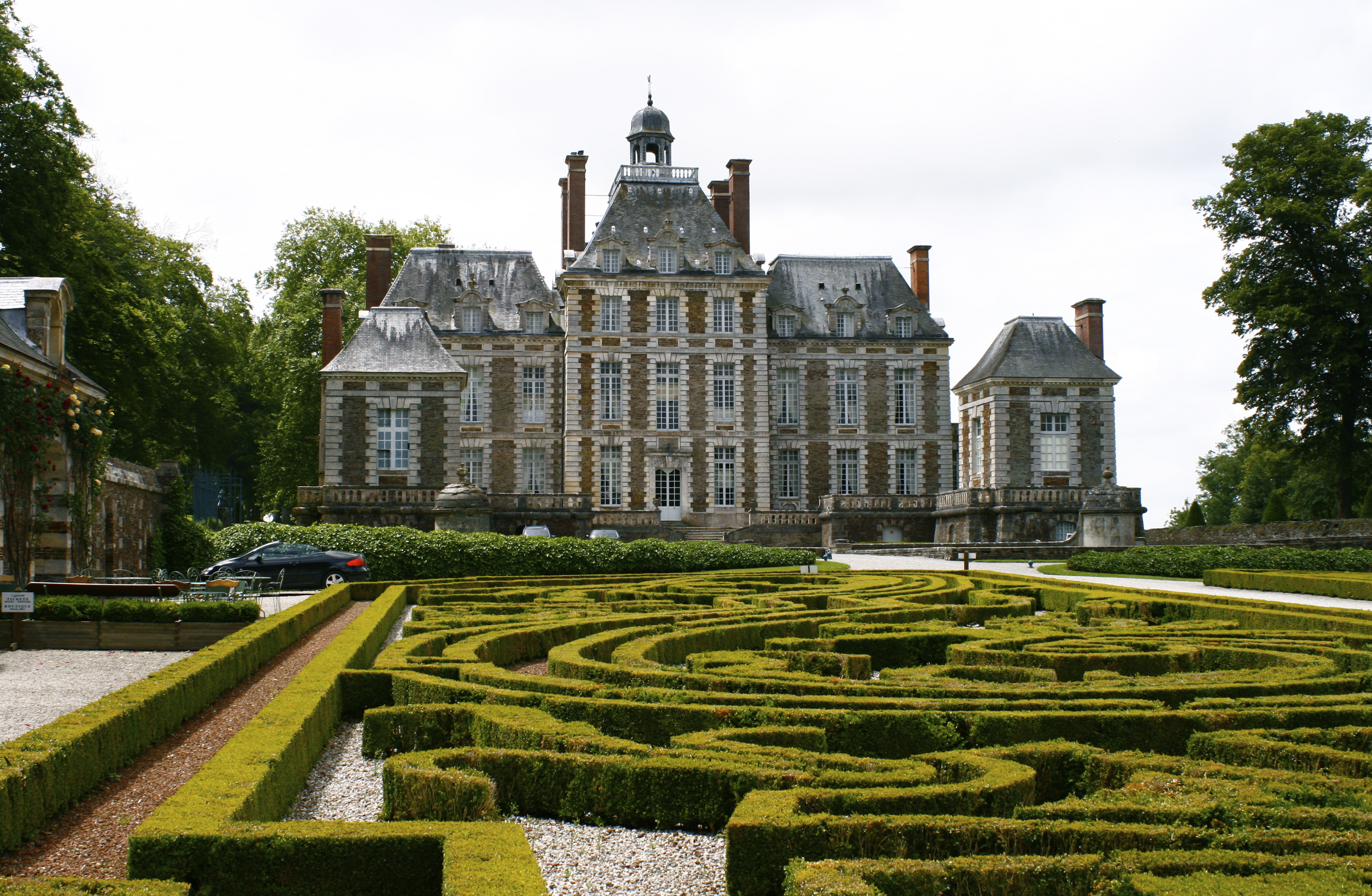
Schloss Balleroy von Nordosten

Das Schloss Balleroy befindet sich im gleichnamigen französischen Ort Balleroy in der Region Normandie etwa 15 Kilometer südwestlich von Bayeux. Die klassizistische Anlage ist das früheste erhaltene Werk des Architekten François Mansart und eines der ersten Beispiele für ein Urbanismusprojekt in Frankreich. Es diente als Vorbild bei der Planung des Schlosses von Versailles. Seit Januar 1951 steht die Anlage unter Denkmalschutz.

## Beschreibung

### Das Äußere

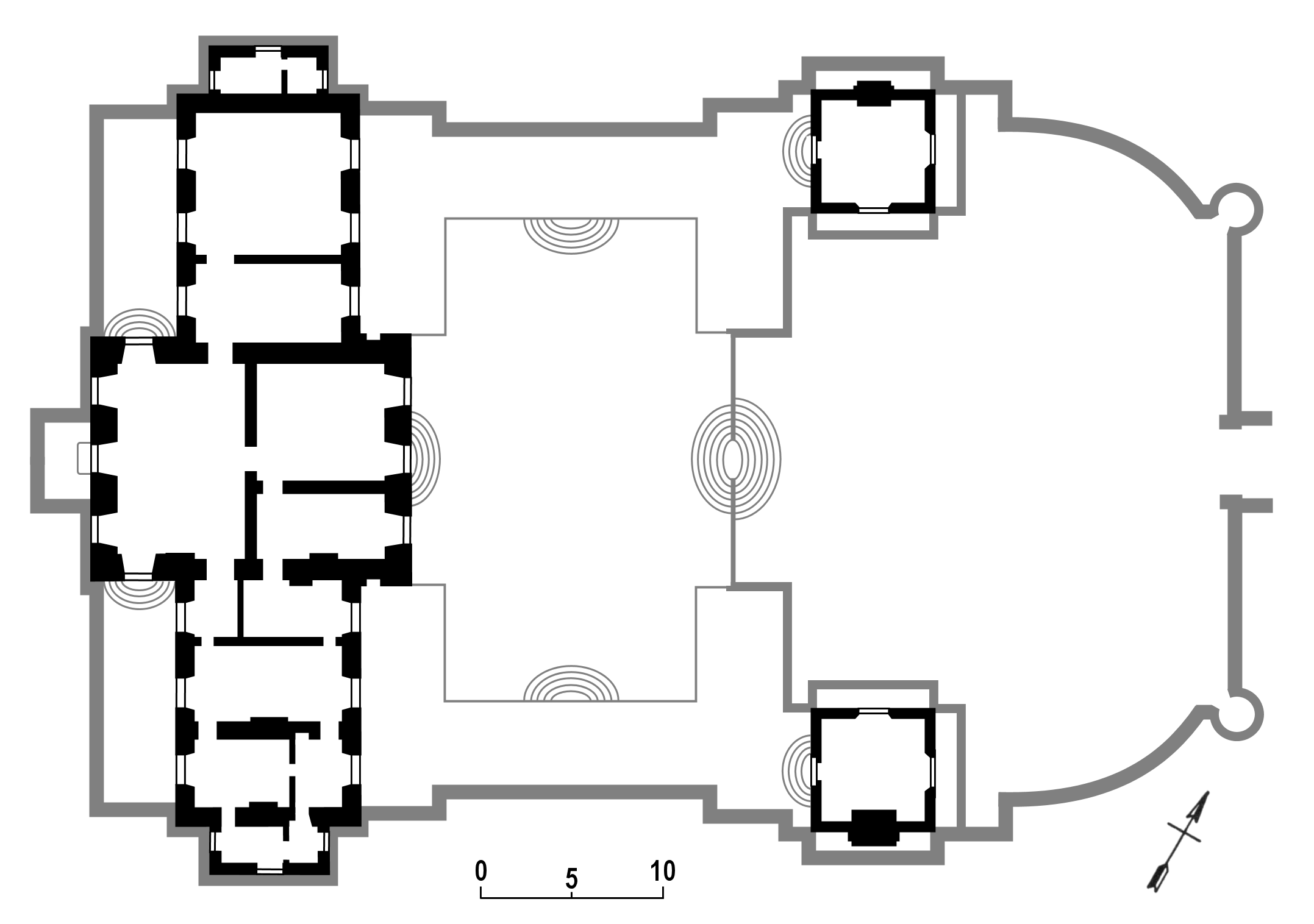
Grundriss des Hauptgebäudes mit seinem Ehrenhof

Die Schlossanlage ist rundherum von tiefen Trockengräben umgeben und liegt am südwestlichen Rand des Ortes, dessen Hauptstraße axial auf die Schlossgebäude zuführt. Das Areal umfasst neben einem Landschaftsgarten aus der Mitte des 19. Jahrhunderts und dem Hauptgebäude eine östlich vorgelagerte Gartenterrasse, die ursprünglich von dem französischen Landschaftsarchitekten André Le Nôtre gestaltet wurde. Sie besitzt zwei Broderieparterres mit Buchsbaumbepflanzungen im Stil französischer Barockgärten, die auf Veränderungen unter Henri Duchêne im 19. Jahrhundert zurückgehen. An ihren beiden Längsseiten ist die Terrasse von zwei einstöckigen Wirtschaftsgebäuden eingefasst, die ehemals Stallungen beherbergten.
An den Ecken der östlichen Eingangsseite des Areals stehen zwei große runde Ecktürme, die von einem Kegeldach abgeschlossen werden. Der nördliche Eckturm besitzt zwei Geschosse und weist Lukarnen im Dachgeschoss auf. Er diente früher als Taubenturm.

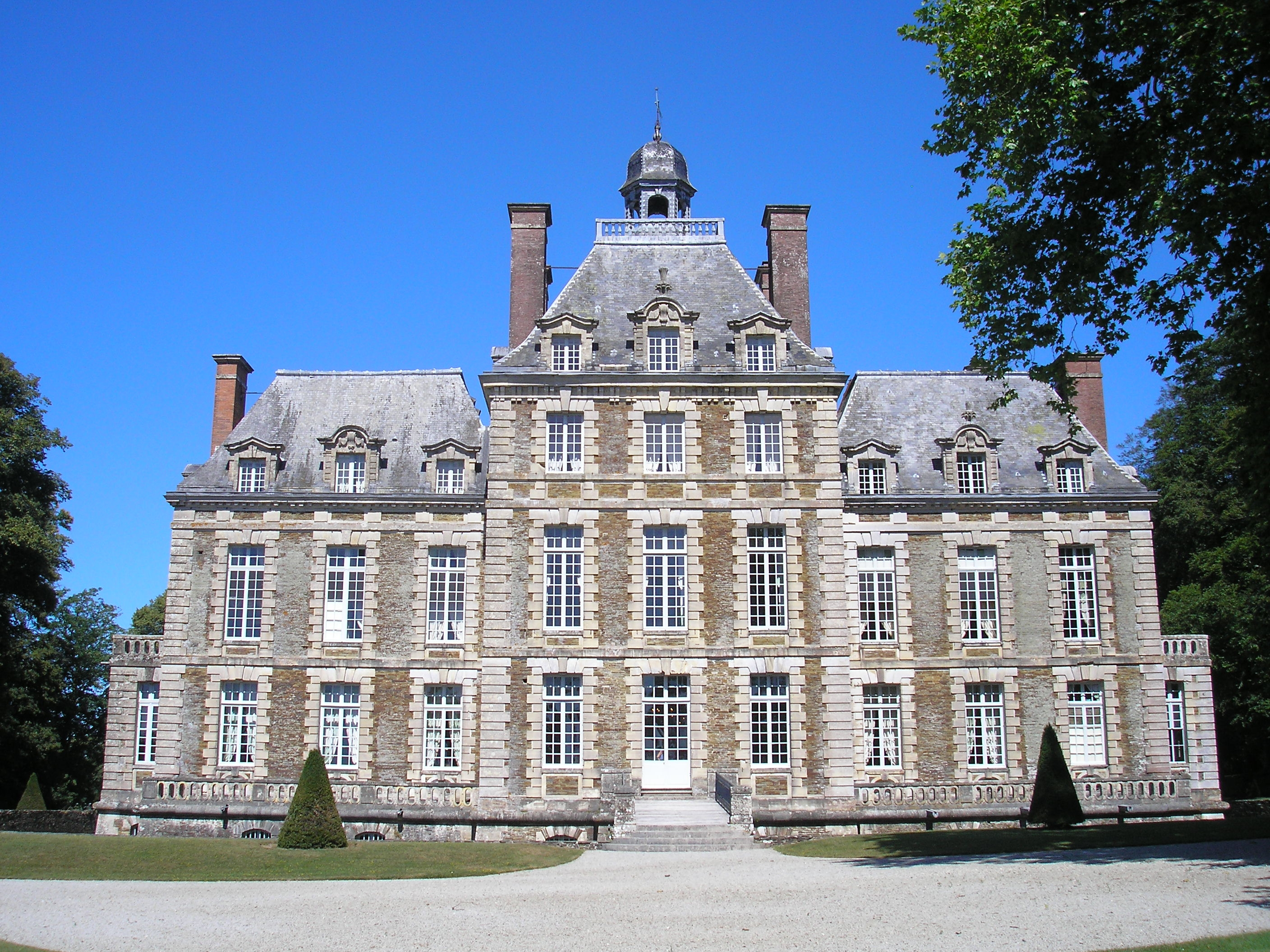
Rückseite des Schlosses

Als sichtbare Materialien für die Mauern des Haupthauses im Louis-treize-Stil kamen Glimmerschiefer und Kalkstein aus Caen zum Einsatz. Das Gebäude besteht aus einem dreigeschossigen Mittelpavillon auf rechteckigem Grundriss und zwei sich nördlich und südlich daran anschließenden niedrigeren Seitenpavillons mit je zwei Geschossen. Alle drei Gebäudeteile besitzen mit Schieferschindeln gedeckte Walmdächer mit Lukarnen, deren unterer Abschluss direkt am Traufgesims anschließt. Der mittlere Pavillon wird durch Fenster in drei Achsen gegliedert und ist von einer kleinen Dachterrasse und einem Dachreiter mit Glocke abgeschlossen, dessen Form an eine Laterne erinnert.
Östlich des Hauptgebäudes liegt ein Ehrenhof in ungewöhnlicher Form, denn Mansart wich beim Bau des Schlosses von der klassischen französischen Dreiflügelanlage ab und ließ die Längsseiten des Hofs anstatt von zwei Seitenflügeln lediglich von zwei kleinen, rechteckigen Pavillons flankieren. Der östliche Teil des Ehrenhofs ist von der Gartenterrasse aus über eine Bogenbrücke erreichbar. Eine servianische Treppe führt zum höher gelegenen westlichen Teil des Hofs, von dem eine halbovale Treppe an seiner Westseite zum Hauptportal im Mittelpavillon führt. An der Nord- und Südseite ist dieser Teil des Ehrenhofs von zwei höher gelegenen Terrassen umgeben, die ebenfalls durch halbovale Treppen erreichbar sind, und an deren östlichen Ecken die beiden kleinen Pavillons als Ersatz für die Seitenflügel stehen.

### Innenausstattung
Der Grundriss des Hauptgebäudes lässt gut erkennen, dass dieses frühe Werk François Mansarts ein Vorläufer für seinen späteren Entwurf des Schlosses Maisons-Laffitte ist. Im Inneren besitzt das Schloss wesentlich mehr Räume als es seine Außenfassade auf den ersten Blick erahnen lässt, denn in vielen Zimmern wurden Zwischendecken eingezogen. Im Erdgeschoss besitzen nur zwei Räume die volle Höhe, alle anderen sind durch Mezzaningeschosse unterteilt. Eine sehr ähnliche Situation bietet sich auch im zweiten Geschoss des Gebäudes.
Gestalterisch wurden im Inneren einige dekorative Zugeständnisse auf Kosten der strikten Symmetrie gemacht, die für den Klassizismus eigentlich prägend ist. So weist das herrschaftliche Schlafzimmer zum Beispiel verschiedenartige Türen auf oder sind einige der zwölf hölzernen Pilaster im Salon Ludwigs XIII., der eine reich stuckierte Decke besitzt, nicht vollkommen symmetrisch angeordnet.
Im zweiten Geschoss bildet der Ehrensalon (auch Grand Salon genannt) das Herzstück der Etage. Er besitzt ein ovales Deckengemälde in Trompe-l’œil-Technik von Pierre Mignard aus dem Jahr 1670 mit Apollo und Aurora als Motiv. Außerdem sind dort zahlreiche Porträts der königlichen Familie zu sehen, die von Charles de La Fosse und Juste d’Egmont, einem Schüler Peter Paul Rubens’, gemalt wurden. Neben dem Bild Ludwigs XIII. sind unter anderem auch Porträts der Grande Mademoiselle  Anne Marie Louise d’Orléans und Gaston d’Orléans’ ausgestellt.
Eine weitere Besonderheit des Schlosses ist sein offenes Treppenhaus im Mittelpavillon. Die Stufen winden sich nicht um eine zentrale Mittelsäule, sondern führen dreiläufig an den Außenmauern des Raumes entlang und stoßen deshalb konstruktionsbedingt auch an dessen Fenster. Die Konstruktion ist damit die älteste freitragende Treppe Frankreichs.
Räume und Einrichtung von Schloss Balleroy gaben Marcel Proust Anregungen für seinen Roman Auf der Suche nach der verlorenen Zeit, in dem er das fiktive Schloss Guermantes in seinem Inneren nach dem Vorbild von Balleroy beschreibt.

## Geschichte
Jean I. de Choisy, der Sohn eines einfachen Weinhändlers, der sich bis zum königlichen Berater hochgearbeitet hatte und später Kanzler Gaston d’Orléans’ werden sollte, kaufte am 1. April 1600 die Domäne Balleroy für 5500 Écu vom Marquis d’O. Nachdem sich das Land schon einige Jahre im Besitz der Familie befunden hatte, beauftragten Jean II. und seine Frau Olympe de Bellesbat 1626 den jungen Architekten François Mansart mit Entwürfen für einen Schlossbau. Anders als bei vielen klassizistischen Schlössern Frankreichs besaß Balleroy aber keine älteren Vorgängerbauten, sondern wurde ab Juli 1631 vollkommen neu errichtet. Da das Gebäude nicht nur als zeitweilige Residenz, sondern als Hauptwohnsitz dienen sollte, plante Mansart gleichzeitig auch eine entsprechende Ansiedlung zur Versorgung der Schlossbewohner und bezog sie in das Architekturensemble mit ein. Balleroy war somit eines der ersten Urbanismusprojekte Frankreichs. 1637 waren die Bauarbeiten an der Schlossanlage beendet. Das Amt als Kanzler des Königsbruders brachte es aber mit sich, dass der Bauherr und seine Frau meist in Paris im Palais du Luxembourg wohnten. Nach dem Tod Jean II. de Choisys wurde seine Witwe vom Hof entfernt und nach Balleroy geschickt. Sie nahm die wertvolle Innenausstattung ihrer Pariser Appartements mit und ließ sie im Schloss Balleroy installieren.

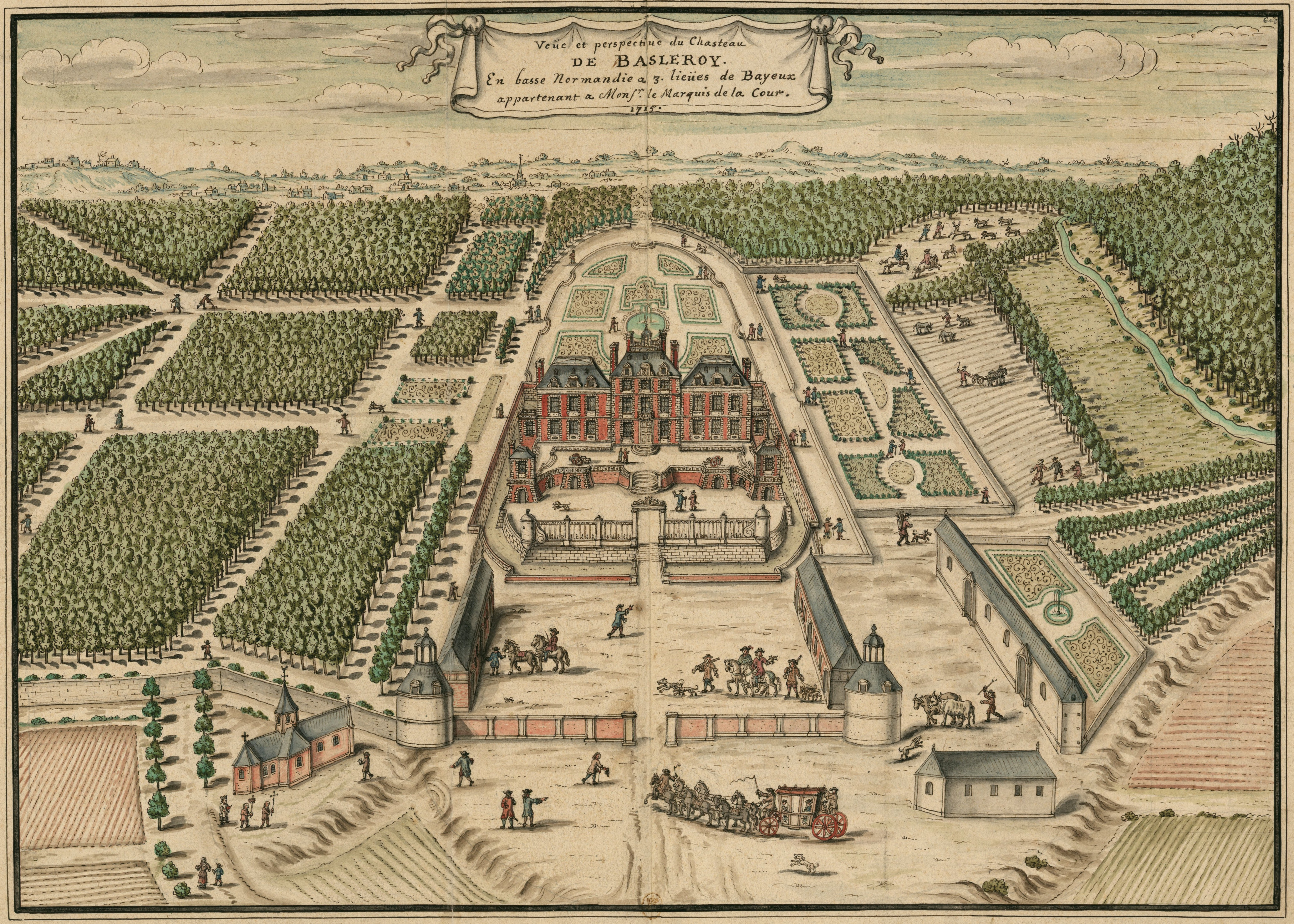
Schloss Balleroy im Jahr 1715, Zeichnung von Louis Boudan

Nachdem Jean Paul de Choisy 1697 ohne männliche Nachkommen verstorben war, wurde Balleroy im Jahr 1700 an Françoise de Barancas, Princesse d’Harcourt, verkauft, doch die Fürstin blieb nicht lange Besitzerin. Am 17. Dezember 1701 erwarb der Kanzler Jacques de la Cour Schloss und die zugehörigen Ländereien, die 1704 zum Marquisat erhoben wurden. Während der Französischen Revolution wurde der Besitz konfisziert, doch die Schwester des letzten Besitzers, die Gräfin d’Hervilly, kaufte Balleroy 1795 für die Familie zurück und teilte diesen Besitz 1806 mit ihrem Bruder, dem vierten Marquis von Balleroy. Er musste das Schloss 1816 verkaufen, behielt sich aber eine Rückkaufoption für seinen Sohn vor. Neuer Eigentümer wurde der Marquis de La Loude, Bürgermeister von Versailles, der den Besitz 1827 wieder an die Familie de La Cour zurückgab, weil diese von der Rückkaufoption Gebrauch machte.
Während der Invasion der Alliierten in der Normandie im Juni 1944 wurde die Anlage zwar beschädigt, aber das Ausmaß der Schäden war nicht allzu groß. Die Enkelin Jacques’ de La Cour, Myriam, verheiratete Bénédic, verkaufte die mittlerweile recht heruntergekommenen Gebäude 1970 an den amerikanischen Pressemagnat Malcolm Forbes. Er ließ die Anlage restaurieren und einige Räume im Stil des 19. Jahrhunderts ausstatten. So erhielt zum Beispiel der Speisesaal eine Régence-Vertäfelung aus einem Pariser Hôtel particulier.

## Ballon-Museum

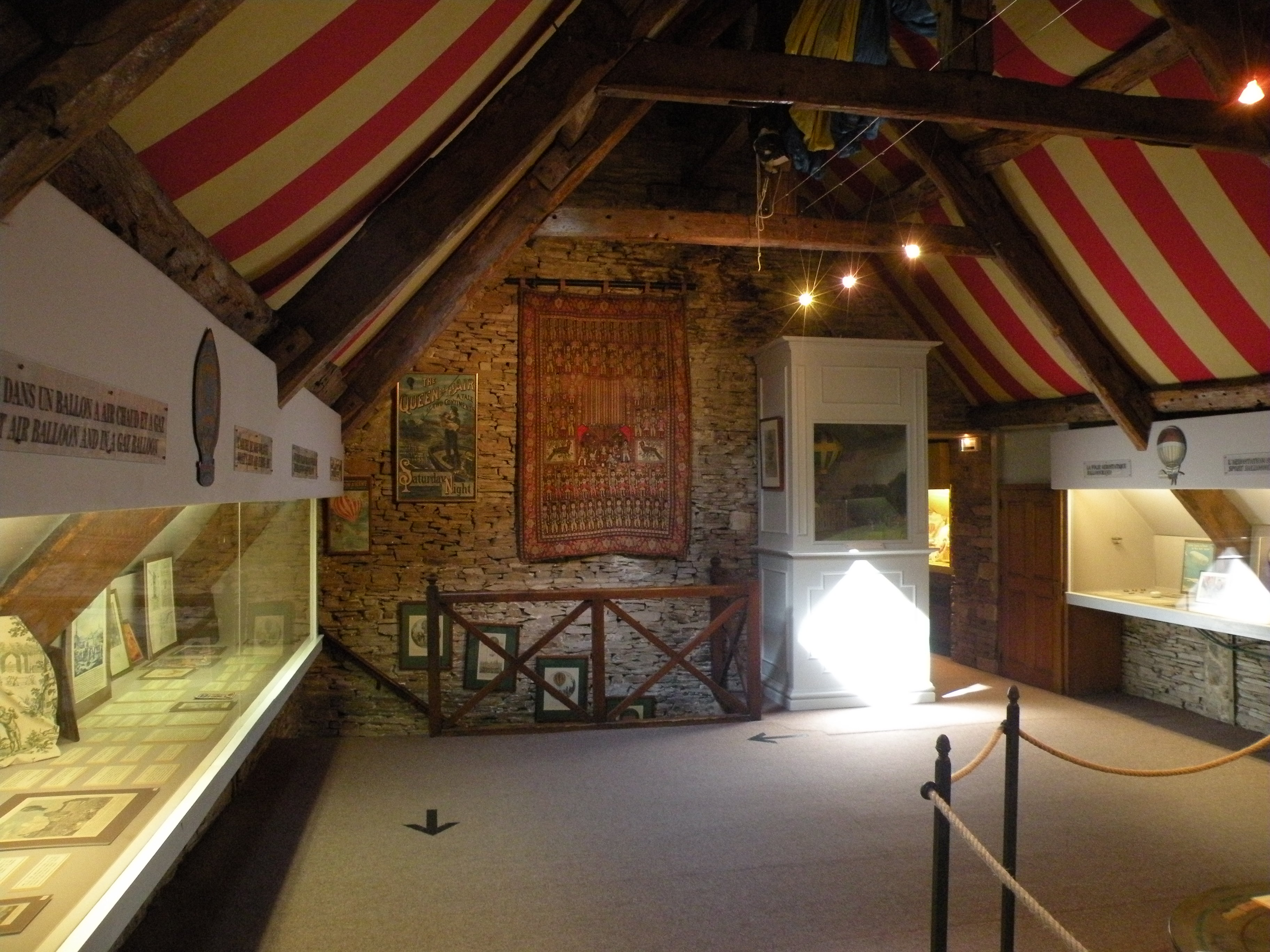
Ballon-Museum

Forbes, ein begeisterter Ballonfahrer, richtete in einem der ehemaligen Wirtschaftsgebäude ein Ballon-Museum (Le Musée des ballons) ein, das 1975 seine Tore für Besucher öffnete. Zu sehen sind dort Fotografien, Modelle, seltene Einzelstücke und Dokumente zur Geschichte der Ballonfahrt. Außerdem war das Schlossgelände bis 1990 alljährlich Veranstaltungsort für ein internationales Ballon-Festival.
Nach dem Tod Forbes’ ging das Schloss in den Besitz einer Stiftung über, die heute von Forbes’ Erben verwaltet wird. Eine Innenbesichtigung des Hauptgebäudes, in dem auch Gemälde des Tiermalers Albert de Balleroy ausgestellt sind, ist während der Öffnungszeiten im Rahmen einer Führung möglich.